# Chrystus nauczający w Kafarnaum
Chrystus nauczający w Kafarnaum – niedokończony obraz olejny polskiego malarza Maurycego Gottlieba powstały między 1878 a 1879 rokiem, znajdujący się w zbiorach Muzeum Narodowego w Warszawie.
Maurycy Gottlieb namalował obraz między 1878 a 1879 rokiem. Dzieło przedstawia Chrystusa podczas przepowiadania w synagodze w Kafarnaum nad Jeziorem Galilejskim. Nauczyciel przeniósł się do tego granicznego miasteczka po spięciu z mieszkańcami rodzinnego Nazaretu. Ewangelie wspominają nauczanie Jezusowe w synagodze w Kafarnaum. Artysta przedstawił Mistrza z Nazaretu przemawiającego we wnętrzu synagogi w tałesie. Zbawiciel, z nimbem wokół głowy, nie spotyka się z zainteresowaniem obecnych.
Dzieło nie jest sygnowane. Posiada rozmiary 271,5 × 209,0 cm. Prezentowane jest w Galerii Sztuki XIX Wieku Muzeum Narodowego w Warszawie. Muzealny numer inwentarzowyː MP 431.